# Moisés Suárez
 Moisés Suárez (né Moisés Suárez Aldana le 11 août 1945 à Tamaulipas), est un acteur mexicain.

## Carrière
Moisés Suárez (né Moisés Suárez Aldana le 11 août 1945 à Tamaulipas, au Mexique) est un acteur mexicain qui est connu pour sa participation au programme Chespirito dans le rôle de Don Cecilio. Moisés Suárez est aussi chargé d'animer l'émission associée à la revue "Nuestra Casa" de la Pájara Peggy un personnage qui est né dans les années 1908 dans l'émission comique La carabina de Ambrosio. À son tour, il a été chargé aussi d'incarner un autre personnage, le fameux Gato GC, mascot de la chaîne Canal 5, de Televisa. Moisés Suárez a fait une incursion récemment dans le domaine du doublage voix, lors de sa participation au dessin animé El Chavo.

## Filmographie

### Télévision et cinéma
- 1987 : Corre GC Corre El Gato GC
- 1989 : La telaraña
- 1990 : Continuidad
- 1990 : Hora Marcada
- 1991 : Milagro y magia
- 1994 : Acapulco H.E.A.T. : Juez Madera
- 1992-1995 : Chespirito : Don Cecilio Buenavista, Celorio, autres
- 1994 : El vuelo del águila : Padre Agustín Domínguez y Díaz
- 1996 : La antorcha encendida : Arzobispo Lizana y Braismont
- 1996-2005 : Mujer, casos de la vida real
- 1997 : Caminero : le professeur
- 1997 : Alguna vez tendremos alas
- 1998 : La máscara del Zorro : Don Héctor
- 2001 : In the Time of the Butterflies : Burocrate
- 2001 : Salomé (es) : Germán
- 2002 : Así son ellas : Octavio
- 2002–Présent : Nuestra casa: Pájara Pegui
- 2002 : Clase 406  : Arturo Ferreira Julines
- 2003 : Velo de novia : Demetrio Carillo
- 2004 : Amy, la niña de la mochila azul : Lic. Benigno Calvillo
- 2005 : Sueños y caramelos : Delfino
- 2005 : El privilegio de mandar : Felipe Calderon
- 2005-2008 : Vecinos : Arturo López
- 2007 : Sexo y otros secretos: Organisateur
- 2008-Présent : El Chavo animado : le Professeur Jirafales (voix)
- 2008 : Alma de hierro : Directeur Gregorio Ortega
- 2009 : Mujeres asesinas : Don Chucho
- 2009 : Hermanos y detectives : Carlos
- 2011 : Una familia con suerte : Lamberto
- 2012 : Como dice el dicho : Treviño (La mentira dura hasta que la verdad florece)
- 2012 : Qué bonito amor : Police
- 2013 : Corazón indomable : Suarez
- 2013-2014 : Qué pobres tan ricos : Licencié
- 2014-2015 : Hasta el fin del mundo : Manuel

### Dessins animés
- Château en Los Ilusionautas

## Théâtre
- 11 y 12 au Théâtre Libanais
- 1987 : El gato GC con botas au Théâtre des Insurgés

## Doublages voix
- Voix du Professeur Jirafales pour "El Chavo Animado: Show en Vivo"
- Voix de El Gato GC (Televisa)